# Tipula (Vestiplex) hemapterandra
Tipula (Vestiplex) hemapterandra is een tweevleugelige uit de familie langpootmuggen (Tipulidae). De soort komt voor in het Palearctisch gebied.